# 黎文金
黎文金（1918年—1987年3月28日），越南共和國政治、軍事人物。越南共和國陸軍中將。
黎文金是陳文敦中將的妹夫，出生在平定省。在吳廷琰時代，他在國防部任職。於1963年參加了推翻吳廷琰總統的政變，政變成功後，在軍人革命委員會中擔任外交委員兼總書記。三個月後，阮慶發動政變，黎文金同楊文明、陳文敦、尊室訂及枚有春一起被捕軟禁。隨後除了楊文明以外的四名將軍都被軍事法庭認定為「道德鬆弛」，解除了兵權。
1975年西貢淪陷後流亡法國。後病逝於巴黎。